# Tomáš Hykel
Tomáš Hykel (* 23. November 1996 in Kopřivnice) ist ein tschechischer Fußballspieler.

## Karriere

### Verein
Hykel spielte bis 2014 in der Jugend des MFK Frýdek-Místek. Im August 2014 debütierte er für die erste Mannschaft von Frýdek-Místek in der FNL, als er am zweiten Spieltag der Saison 2014/15 gegen den SK Sigma Olmütz in der 86. Minute für Petr Zapalač eingewechselt wurde. Im Oktober 2014 erzielte er bei einer 4:2-Niederlage gegen den MFK Karviná sein erstes Tor in der zweiten tschechischen Spielklasse. Zu Ende der Saison 2014/15 hatte er 19 Einsätze in der FNL zu Buche stehen, in denen er zwei Treffer erzielt hatte.
Nach acht Ligaeinsätzen in der Hinrunde der Saison 2015/16 wurde er in der Winterpause jener Saison für ein Halbjahr an den Drittligisten MFK Vitkovice verliehen. Nach dem Ende der Leihe kehrte er im Sommer 2016 zu Frýdek-Místek zurück. In der Saison 2016/17 kam er zu 23 Einsätzen in der FNL und erzielte dabei drei Treffer.
Zur Saison 2017/18 wechselte Hykel zum Erstligisten Baník Ostrava, bei dem er einen bis Juni 2020 laufenden Vertrag erhielt. Sein Debüt in der ersten tschechischen Liga gab er im September 2017, als er am siebten Spieltag der Saison 2017/18 gegen den FK Dukla Prag in der 88. Minute für Dyjan eingewechselt wurde.
Nach einem Einsatz für Baník Ostrava in der Hinrunde jener Saison wurde er in der Winterpause an den Zweitligisten Fotbal Třinec verliehen. Für Třinec absolvierte er vier Spiele in der FNL und blieb dabei ohne Treffer.
Im August 2018 wurde er an den ebenfalls zweitklassigen FC Vysočina Jihlava weiterverliehen. Bis zur Winterpause der Saison 2018/19 kam Hykel jedoch zu keinem Ligaeinsatz für Vysočina Jihlava.

### Nationalmannschaft
2015 absolvierte Hykel mehrere Spiele für die tschechische U-20-Auswahl.